# Christian Laborde (guitariste)
Pour les articles homonymes, voir Christian Laborde (homonymie) et Laborde.
Christian Laborde (né en 1957) est un guitariste du sud-ouest, compositeur et arrangeur de formation classique (conservatoire de Toulouse de 1974 à 1979). 

## Biographie
Il crée une école de Fingerpicking en 1979, encadre de nombreux stages et n'hésite pas à animer des master-class lors de ses tournées.
Il se produit sur de nombreuses scènes nationales et internationales et accompagne depuis 1992 son épouse, la chanteuse Dalila. Ils ont enregistré un album ensemble À cette heure-là.
Il tient la rubrique Marteau Picker dans le mensuel Guitarist-Magazine entre 1997 et 2001 et intervient dans la rubrique Carnet de notes - Mode d'emploi du magazine bimensuel Guitarist Acoustic.
Il participe comme deuxième guitare, en compagnie de Jean-Félix Lalanne, à l'enregistrement de l'album de Marcel Dadi Dadi deux guitares, il est aussi présent avec Jean-Félix Lalanne et Eric Kristy dans l'album Guitar Legend vol. 1.
Depuis 2003 il joue en duo avec le guitariste classique Benoît Albert. Ils écrivent en commun un répertoire original de pièces pour 2 guitares

## Discographie
- De passage... - CD (ref. VOC 8161) 2017
- Jeux de miroirs - CD  (ref. SLC 07 3M) 2007
- Retour aux sources - CD (ref. SLC001M) 2000
- L'Ivre d'images - CD / K7 (ref. STL 01) 1991
- Primevère - K7 (ref. LC-120185) 1985
- Ballad for Dany - Promenades d'hiver - 45 tours (ref. LC-030181) 1981 (pochette de Jean-Charles Pizolatto)